# Pseudogorgia godeffroyi
Pseudogorgia godeffroyi Kölliker, [1870], 1871 è un octocorallo dell'ordine Alcyonacea. È l'unica specie della famiglia Pseudogorgiidae e del genere Pseudogorgia.

## Descrizione
Questa specie è caratterizzata da un singolo polipo assiale molto lungo che si sviluppa in una colonia simile a una lama con polipi laterali corti incorporati nelle sue spesse pareti cenenchimali.
Pseudogorgia godeffroy ha l'aspetto un cespuglio intricato formato da un insieme di strutture non ramificate e appiattite come una lama che si sviluppano per circa 10–15 cm al di sopra del substrato di base, ognuna delle quali costituisce un'intera colonia.

## Distribuzione e habitat
La specie è piuttosto rara. Infatti dopo il suo primo ritrovamento nell'Investigator Strait nel 1870, non è stata più ritrovata per quasi 100 anni. Altri esemplari furono raccolti nel 1969, sempre nell'Investigator Strait nella sabbia a 35–40 m di profondità e nel 1971 in altre due località nei mari dell'Australia meridionale.